# Google Fuchsia
Fuchsia — операційна система реального часу (ОСРЧ), що розробляється компанією Google.
Вперше вона була виявлена на GitHub в серпні 2016 року, до якихось офіційних оголошень з боку Google.
На відміну від попередніх  операційних систем, що розвиває Google, таких як Chrome OS і Android, які розроблені на ядрі Linux, Fuchsia базується на новому мікроядрі під назвою «Zircon» (колишня «Magenta»), похідному від «Little Kernel», і є невеликою ОС, призначеною для вбудованих систем.
Після детального розбору коду, розміщеного на GitHub, ЗМІ припустили що Fuchsia універсальна і здатна працювати майже на будь-яких пристроях: від вбудованих систем до смартфонів, планшетів, персональних комп'ютерів, з периферійними пристроями, на яких проводиться кінцева обчислювальна дія.
У травні 2017 року Fuchsia була оновлена і отримала користувацький інтерфейс. Разом з тим, розробники пишуть, що проєкт не є «звалищем мертвих речей». Це твердження викликало спекуляції в ЗМІ на тему того, що Google має намір робити з цією операційною системою, і обговорення ймовірності заміни нею ОС Android.
На логотипі операційної системи на GitHub зображений символ нескінченності кольору фуксія.
ОС поширюється як вільне та відкрите програмне забезпечення під сумішшю з ліцензій, включаючи BSD в 3 пунктах, MIT і Apache 2.0.
У січні 2018 року Google опублікувала Fuchsia OS в мережу. Для установки і запуску потрібен сервер[який?][джерело?] і один з підтримуваних комп'ютерів (Pixelbook або Intel NUC), і деякі[які?] знання в сфері програмування.
У квітні 2018 року сторонніми розробниками було викладено вебдемо, що симулює інтерфейс Fuchsia OS.
8 грудня 2020 року корпорація Google відкрила вихідний код Fuchsia для сторонніх розробників.